# مارگارت براون
 مارگارت براون (انگلیسی: Margaret Brown؛ زاده ۱۸ ژوئیهٔ ۱۸۶۷ درگذشته ۲۶ اکتبر ۱۹۳۲) یک کنشگر اهل ایالات متحده آمریکا بود.
او از نجات یافتگان کشتی تایتانیک بود.

## نگارخانه

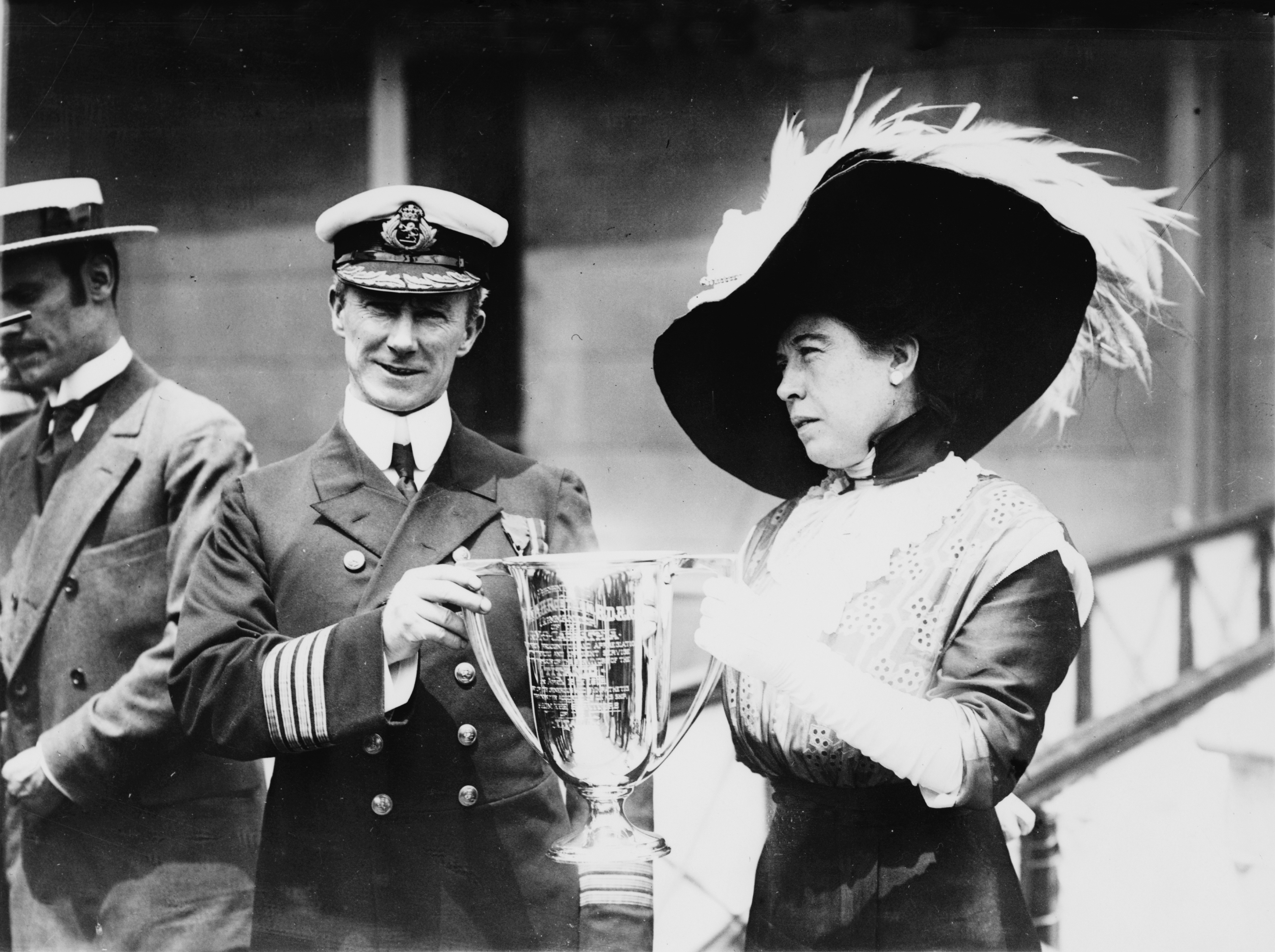
تصویری از مارگارت براون به همراه کاپیتان آرتور هنری روستون در مراسمی برای اهدای جایزه جام عشق برای کمک‌های کاپیتان روستون در نجات مسافران آرام‌اس تایتانیک